# Paul Barroilhet
Paul Barroilhet (Bayonne, 22 settembre 1810 – Parigi, aprile 1871) è stato un baritono francese.
Studiò dapprima al Conservatorio di Parigi, poi con Davide Banderali a Milano. Cominciò la carriera in Italia all'inizio degli anni 1830, cantando col nome di Paolo Barroilhet e facendosi conoscere particolarmente a Napoli.
Tornò in Francia nel 1840 per unirsi agli artisti dell'Opéra di Parigi, dove cominciò ad apparire col suo nome di nascita. Nel 1847 però lasciò l'Opéra a causa di divergenze con i dirigenti della compagnia. Bairrolhet, ormai ricco, scelse di ritirarsi completamente dalle scene e trovò una nuova vocazione come pittore e collezionista d'arte. Ritorno in scena per un breve periodo per alcuni spettacoli a Madrid nel 1851–1852, in cui interpretò Don Carlo in Ernani.
Barroilhet è oggi ricordato in particolare per avere creato ruoli in diverse opere di Gaetano Donizetti e Fromental Halévy. Per Donizetti creò Eustachio de Saint-Pierre ne L'assedio di Calais (1836), il duca di Nottingham in Roberto Devereux (1837), Alfonso XI nella Favorita (1840) e Camoëns in Dom Sébastien (1843). I personaggi di Halevy che creò comprendono Lusignano in La reine de Chypre (1841), il protagonista di Carlo VI (1843) e Mirobolante in Le lazzarone (1844).
Altre prime assolute in cui cantò includono La vestale (Publio) e Elena da Feltre (Guido) di Saverio Mercadante, Il Conte di Chalais di Giuseppe Lillo, Richard en Palestine di Adolphe Adam e Maria Stuarda di Louis Niedermeyer. Cantò anche come protagonista nel pasticcio Robert Bruce, in cui Niedermeyer adattò musiche da varie opere di Rossini.

## Ruoli creati
- Eustachio ne L'assedio di Calais di Donizetti (19 Novembre 1836, Napoli)
- Il Duca di Nottingham in Roberto Devereux di Donizetti (29 Ottobre 1837, Napoli)
- Guido in Bianca Turenga di Giuseppe Balducci (11 agosto 1838, Napoli)
- Guido in Elena da Feltre di Mercadante (1 gennaio 1839, Napoli)
- Publio ne La Vestale di Mercadante (10 Marzo 1840, Napoli)
- Alphonse XI ne La Favorite di Donizetti (2 Dicembre 1840, Parigi)
- Jacques de Lusignan ne La reine de Chypre di Halévy (22 Dicembre 1841, Parigi)
- Il ruolo del titolo in Charles VI di Halévy (15 Marzo 1843, Parigi)
- Camoëns in Dom Sébastien di Donizetti (13 Novembre 1843, Parigi)
- Mirobolante ne Le lazzarone di Halévy (29 Marzo 1844, Parigi)
- Jacques Stuart in Marie Stuart di Niedermeyer (6 Dicembre 1844, Parigi)